# Apanteles ceto
Apanteles ceto är en stekelart som först beskrevs av Nixon 1965.  Apanteles ceto ingår i släktet Apanteles och familjen bracksteklar. Inga underarter finns listade i Catalogue of Life.